# 弓翅芹
弓翅芹（学名：Arcuatopterus filipedicellus）为伞形科弓翅芹属的植物，是中国的特有植物。分布在中国大陆的云南等地，生长于海拔2,200米至2,600米的地区，多生长在林缘和山坡路旁，目前尚未由人工引种栽培。